# 荒川氏
荒川氏（あらかわし）は、日本の武家。清和源氏足利氏の庶流で荒河や阿良河とも表記される。室町時代には「御当家の累葉」「当流の累葉」 （足利氏の一門）として将軍に仕えた。

## 概要
荒川氏は足利義兼の孫・戸賀崎義宗の子・荒川三郎満氏に始まる。戸賀崎の名字の由来となった地は三河国戸ヶ崎村（現、愛知県西尾市戸ヶ崎町）で、荒川の名字の地は戸ヶ崎に隣接する荒川村（現、愛知県西尾市八ツ面町）。足利義氏が三河国守護に補任されたため、庶流の義宗や満氏も三河国に拠点を持ったと考えられる。鎌倉時代における荒川氏の動向は不明である。

### 南北朝時代の荒川氏
荒川氏の動向が確認できるのは鎌倉幕府滅亡の際で、『太平記』元弘3年（1333年）に足利尊氏が上洛した際の随行衆として「足利殿御兄弟・吉良・上杉・仁木・細川・今河・荒河以下の御一族三十二人」と『太平記』に記されている。また、建武2年（1335年）の箱根・竹ノ下合戦、同3年（1336年）6月5日の比叡山攻撃、7月13日の洛中合戦にも足利与党として記されている。そして『大平記』は12月20日の越前国金ヶ崎城攻撃に丹後衆800人を率いる大将として、満氏の曾孫である参川守詮頼の名を挙げている。「古文書録」でも建武4年（1337年）8月以前に荒河太郎三郎（詮頼）の守る丹後国与謝郡成相寺城を祇園前執行顕詮の坊人が攻撃したことが見えている。当時詮頼は丹後国の守護であったが任期は短く、同年4月には上杉朝定が後任の守護に就任したとされる。また元弘・建武年間に荒川三河三郎（頼直）が摂津国有馬郡野鞍荘（現・兵庫県三田市）を恩賞地として賜ったことが「三宝院文書」に見える。後に足利直義と高師直の対立が激しくなると、三河国荒川村の属する吉良荘を支配した吉良氏に従って直義方に属した。『太平記』によれば、貞和5年（1349年）8月12日に足利尊氏・直義兄弟が三条の館で高師直の軍勢に包囲された際に、直義方として参じた武将の中に詮頼の名前が見える。『太平記』によれば、観応2年（1351年）9月13日に、直義党として伊勢国から近江国に軍勢を北上させた者として「荒川三河入道」がいる。直義は「長善寺文書」観応2年（1351年）8月26日付軍勢催促状で美濃国住人・鷲見保憲に、「荒河三河三郎入道成円」に属して戦うよう命じていること、「彦部文書」同年12月18日付軍勢催促状で彦部四郎光春に対し、「荒河参河三郎入道」に属して相模国箱根路の警固に参じるように命じていることがそれぞれ確認できることから、頼尚はこの頃までに出家して三河三郎入道成円と号したと思われる。観応の擾乱後は尊氏に帰順し、文和元年（1352年)）11月25日に足利義詮が周布兼氏に対して石見国の敵を討伐するために荒川遠江守詮頼を派遣することを知らせている。この派遣は、殺害された高師泰の跡を受けて石見国守護職に補任されたものである。詮頼は、貞治4年（1365年）1月頃まで石見国守護職を務めた。詮頼は中国・九州地方の足利直冬党の討伐に注力しており、現存する文書の大部分は感状・軍勢催促状・軍忠注進状などの軍事関係文書であるため、詮頼の守護権限がほとんと軍事指導者的側面に限られていたと考えられる。「吉川家什書」によると、文和3年（1354年）5月に直冬は上洛するため石見国を進発したので、「荒川三河三郎」は湯野郷に城端を構えて直冬の進路を塞いた。前述のように当時詮頼は遠江守の受領名を称していたことから、この「荒川参川三郎」は詮頼の子・詮長に比定される。また「前田家所蔵文書」によると貞治3年（1364年）11月15日に、室町幕府は波禰五郎左衛門尉等の東福寺領石見国都野郷の押妨を停止するように「荒川参川前司」に命じているが、これも詮長に比定される。詮長は、文和3年（1354年）から貞治3年（1364年）の間に三河守に任じられて、のち辞官したということになる。以後詮頼・詮長父子は4ヶ月間直冬を石見国内に足止めしたものの、文和3年（1354年）10月に直冬の上洛を許してしまったため、詮頼は守護職を更迭されてしまった。なお、詮頼は石見国守護在任中に従五位下・遠江守に任されていたが、貞治2年（1363年）1月21日には弾正少弼に任じられている。守護解任後は京都に移り、貞治6年（1367年）に妙法寺の妙専と即心が医王寺住職を争い、詮頼が即心に加担した際には前弾正少弼と名乗っていた。詮頼はこの在京中に管領・細川頼之を頼り、石見国守護職への復帰を働きかけ、永和2年（1376年）に室町幕府と対立した大内弘世に代わり、再び詮頼が石見国守護に補任され、閏7月16日に石見国に下向した。詮頼はこの時出家しており、荒川入道道恵と称していた。詮頼は石見国人・君谷祐忠の申立に対して、石見国内に恩質の沙汰を求めて室町幕府奉行所に取り次いだり、井尻氏に対する所領渡付を行ったりして国人領主層の懐来を通じて分国掌握に努めた。しかし康暦元年（1379年）に、管領・細川頼之が失脚した（康暦の政変）のに連座して、石見国守護職を罷免された。これ以降の詮頼の動向は不明である。

### 室町時代の荒川氏
『尊卑分脈』によれば、詮頼の後は三河三郎・治部少輔詮長-三河三郎・治部少輔詮宣と続くものの、史料上ではほとんと確認ができない。応永13年（1406年）に河内国茨田郡鞆呂岐庄（現・大阪府寝屋川市）半分の本主として「荒川治部少輔入道善政」の名が見える。善政は詮宣と考えられる。鞆呂岐荘は荒川氏相伝の所領ではなく、「教王護国寺文書」の「河内国鞆呂岐荘領家職得分事書案」によると、同荘は善政の姉妹であり、足利義満に女房として出仕した御喜子が六条三位入道（楊梅親行）の養女となって三位入道から譲られたものであった。のち御喜子は同荘を自分の母に譲り、さらにその母の死後善政に相伝されたため、善政が本主となったという。姉妹が義満に仕えていることから、詮宣は奉公衆となっていた可能性がある。応永29年（1422年）9月24日には、足利義持の病気平癒の代参として、伊勢神宮参宮のため出京した近習35人の中に「荒川次郎」の名も見え、詮宣の子と考えられる。
室町時代初期から中期の荒川氏の動静を窺わせる史料としては他に、大和文華館所蔵「文清筆維摩居士像」の賛文がある。これは長禄元年（1457年）10月に善済首座の求めに応じ、東福寺134世存畊祖黙が寄せたものである。それによると、荒川駿河守詮氏（玉峰道玖）は長禄元年（1457年） から40年前に隠居して、越中国砺波郡石黒荘直海郷（現・富山県南砺市）に移住した。そして直海郷にて死んだ後、子の善済首座が詮氏の遺言に従い、その屋敷を仏寺とし、維摩像を詮氏の姿に作ったという。詮氏は詮頼の子か孫に比定され、善済の生年は1430年代前半と考えられることから、詮氏の活動時期は詮宣と重なり、詮氏は詮長の子で詮宣の兄弟と推定できる。
前述の通り荒川氏は奉公衆を務めるようになっており文安5年（1448年）に成立した「幕府番帳案」、宝徳2年（1450年）1月から享徳4年（1455年）1月の間に成立した「永享以来御番帳」、康正2年（1456年）に成立した「康正二年造内裏段幷国役引付注文」、長禄3年（1459年）に成立した「丹後国田数帳」、文明19年（1487年）に成立した「長禄二年以来申次記」、長享元年（1487年）9月12日に成立した「長享元年九月十二日常徳院御動座当時在番衆着到」、延徳元年（1492年）5月19日から明応2年（1493年）1月17日の間に成立した「東山殿時代大名外様陣」がある。
「幕府番帳案」には五番衆に荒川三郎、在国衆の荒川治部少輔、外様衆の荒川八郎が、「永享以来御番帳」には五番衆に荒川宮内大輔、荒川治部少輔が、「康正二年造内裏段幷国役引付注文」には荒川宮内大輔が、「長禄二年以来申次記」には荒川宮内大輔政宗が、「長享元年九月十二日常徳院御動座当時在番衆着到」には荒川宮内大輔政宗、荒川三河守、荒川太郎三郎が、「東山殿時代大名外様陣」には外様衆の荒川治部少輔と五番衆の荒川宮内少輔、荒川三河守、荒川太郎次郎、荒川弥次郎が見える。
「幕府番帳案」と「永享以来御番帳」に見える荒川治部少輔は詮宣の孫で、三郎はその嫡子である。「東山殿時代大名外様陣」に見える治部少輔は幼名を徳寿、諱を豊隆といい、三郎の子と考えられる。豊隆は外様衆となっている。
「長享元年九月十二日常徳院御動座当時在番衆着到」と「東山殿時代大名外様陣」に見える荒川三河守・太郎三郎（大郎次郎）の系統は、荒川詮頼と受領名・仮名が一致していることから、惣領家であったと考えられる。
「永享以来御番帳」や「康正二年造内裏段幷国役引付注文」に見える荒川宮内大輔は、宮内大輔という人物がそれ以前に見えないこと、所領が越中国ではなく越前国にあることから、入名字によって荒川姓を称するようになった家と考えられる。「長禄二年以来申次記」によると、宮内少輔政宗は文明19年（1487年）7月28日に申次衆に加えられており、この政宗は「永享以来御番帳」や「康正二年造内裏段幷国役引付注文」に見える宮内大輔の子と考えられる。実名の「政」は足利義政の偏諱である。

### 戦国時代の荒川氏
戦国時代の荒川氏は、大永年間（1521年〜1528年）から天文4年（1535年）1月までに成立した「雑々諸札」、天文21年（1552年）から永禄2年（1559年）までに成立した「室町家日記別録」、前半部が永禄6年（1561年）頃、後半部は永禄10年（1567年）2月から同11年（1568年）5月までに成立した「光源院殿代当参衆幷足軽以下衆覚」を主として、それ以外の史料からもいくつか確認できる。「雑々諸札」には五番衆二番として荒川治部少輔が、「室町家日記別録」には申次として荒川治部少輔が、「光源院殿代当参衆幷足軽以下衆覚」の前半部には御部屋衆の荒川与三、申次の荒川治部少輔晴宣が、後半部には御部屋衆の荒川与三輝宗が見える。
「東寺百合文書」には、永正5年（1508年）のものと考えられる「荒川参河守尹宗書状」が収められている。尹の字は足利義尹の偏諱であり、政宗の子と言える祖父や政宗の官途である宮内大輔ではなく三河守を称しているのは、三河守を名乗った荒川氏惣領家が足利義澄方となっていたため、義稙が尹宗を荒川氏の惣領として認めたためであると考えられる。また、早稲田大学図書館蔵の「武家書状集」所収の「荒川維国添状」は年代は不明であるものの、荒川宮内少輔維国の名は享禄3年（1530年）8月7日付の足利義維奉行人連署奉書にも見え、維国は堺公方・足利義維の近臣であった。宮内少輔を称していることから政宗や尹宗の近親者であり、維の字は義維の偏諱であるといえる。義維が元服して実名を定めたのは大永7年（1527年）7月以降であるから、それ以後に偏諱されたものである。
一方、治部少輔を称した系統は足利義澄・足利義晴に仕えた。「雑々諸札」には奉公衆五番衆の荒川治部少輔が見える。この治部少輔は天文年間に内談衆や申次を務めた荒川氏隆に比定でき、荒川豊隆の子あるいは孫と考えられる。『大舘常興日記』によると、天文9年（1540年）5月25日に氏隆が「荒川氏は三流に分かれているが、太郎は返電して行方不明であり、民部少輔は先年敵（義稙・義維）方に奔っているので、彼等の越中国にある所領を氏隆に賜りたく、また荒川氏惣領として氏隆の家を認めてもらいたい」と訴えている。「太郎」は「長享元年九月十二日常徳院御動座当時在番衆着到」と「東山殿時代大名外様陣」に記される五番衆の荒川三河守・同太郎三郎の系統であり、詮頼の仮名・受領名を襲名していることから、荒川惣領家と考えられる。「民部少輔」は宮内少輔のことであり、義植と義維に帰属した民部少輔珍国のことを指すと思われる。この訴えによって氏隆の家は将軍義晴から荒河惣領家と認められ、「光源院殿代当参衆幷足軽以下衆覚」にあるように、氏隆の子と考えられる又三郎（治部少輔）晴宣は足利義晴から「晴」の偏諱を賜っている。氏隆から晴宣には天文12年（1543年）頃に代替わりしたと思われる。晴宣も父と同じく申次に任ぜられた。永禄2年（1559年）以降は足利義輝の申次としての活動見られるようになる。そして同8年（1565年）の永禄の変では義輝とともに二条御所にて討死した。晴宣には子・治部少輔がおり、天正元年（1573年）に織田信長から京都近郊七カ所都合九十七貴六百文余の所領を安堵されている。治部少輔は足利義昭と信長が決別した際には信長方に付いている。
一方、永禄10年（1567年）に足利義栄の使者として、翌年には義栄の申次として荒川治部少輔が見える。この治部少輔は晴宣の子ではなく、宮内少輔家の系統が晴宣の死により治部少輔の官途を襲い、荒川惣領職を義維の子・義栄から認められたものと考えられる。また、義栄が死去した永禄11年（1568年）11月以降に甲斐国の武田氏に仕え、元亀3年（1572年）に武田晴信が荒川治部少輔に駿河国東部（庵原郡・駿東郡）の内に知行を与えている。

## 所領
荒川氏相伝の所領としては、越中国砺波郡石黒荘直海郷（現・富山県南砺市）や越中国射水郡二上荘二塚保（現・富山県高岡市）がある。名字の由来である三河国吉良荘荒川村の支配を裏付ける史料は鎌倉期から室町期にかけても全くなく、これは早くから吉良氏に押領されていたためと考えられる。